# Juan Carlos Puppo
Juan Carlos Puppo (Buenos Aires, Argentina; 5 de enero de 1935-Ciudad de Buenos Aires; 10 de julio de 2016) fue un actor y director argentino de larga trayectoria artística en su país, tanto en cine como en el teatro y la televisión.

## Carrera
Iniciado en el mundo teatral en los años 1950, Juan Carlos Puppo es reconocido en la pantalla chica principalmente por sus papeles de villanos en la recordada miniserie de terror de Narciso Ibáñez Menta El pulpo negro en 1985, en las telenovelas Mía, sólo mía en 1997 con Andrea del Boca, y en Resistiré en el 2003 con Pablo Echarri y Celeste Cid.
En el cine argentino tuvo decenas de participaciones en roles de reparto en películas tanto cómicas como dramáticas, junto a primeras figuras del ambiente artístico, entre ellas, Alfredo Alcón, Pepe Soriano, Arturo García Buhr,  Claudio García Satur, Juan Manuel Tenuta, Juan Carlos De Seta, Graciela Borges, Julio De Grazia, Ricardo Bauleo, Lito Cruz y Dora Baret.
En teatro trabajó como director y actor en numerosas obras ya sean cómicas, trágicas, con alto toque dramático y hasta infantiles  y musicales. Se inició profesionalmente a los 17 años.
Se formó con Vicente de la Vega, Maruja Gil Quesada, Juan Oscar Ponferrada y Alberto D’Aversa (Seminario Dramático del Teatro Nacional Cervantes), Oscar Fessler y María Rosa Gallo (Instituto de Teatro de la Universidad), Alejandra Boero y Pedro Asquini (Nuevo Teatro).
Antes de dedicarse a la actuación trabajó como sereno en un hotel, vendedor de diarios, en limpieza de oficinas, hizo un curso de pedicuría y encontró un nicho.
En 1981 viajó a Suecia donde trabajó un largo tiempo.
Juan Carlos Pupo fue la voz del amado y querido Musicuento, en una memorable colección, compuesta por discos, cassettes y fascículos de cuentos infantiles. Una verdadera obra de arte teatral audiovisual, esta edición de Viscontea constaba de 60 fascículos con tapas color verde con sus respectivos discos, cada uno de ellos con un cuento clásico tradicional, posteriormente a esa edición Viscontea lanzó la serie de oro con la q coronaria el éxito, q contenían 3 obras maestras del rubro infantil, la primera en salir fue Pinocho con 19 fascículos y 5 cassettes, la segunda Peter Pan con 18 fascículos y 5 cassettes y x último Alicia en el país de las maravillas con 16 fascículos y 4 o 5? cassettes, todos estos fascículos de tapa roja, también traían sus tapas para encuadernar en color verde,  estas obras hicieron furor entre los chicos y grandes en los años 80/81.
Entre sus galardones figura un Premio Molière al Mejor Actor, Gregorio de Laferrere, Florencio Sánchez y Podestá, y un Diploma al Mérito - Infantil de los Premios Konex al Espectáculo de 1981.
Juan Carlos Puppo falleció de un Infarto agudo de miocardio a los 81 años el 10 de julio de 2016.

## Filmografía
- 1970: Un gaucho con plata.
- 1972: La resistencia (cortometraje).
- 1975: El Pibe Cabeza.
- 1979: La aventura de los paraguas asesinos.
- 1980: Crucero de placer.
- 1980: Los superagentes contra todos.
- 1982: Pubis angelical.
- 1982: Casi no nos dimos cuenta.

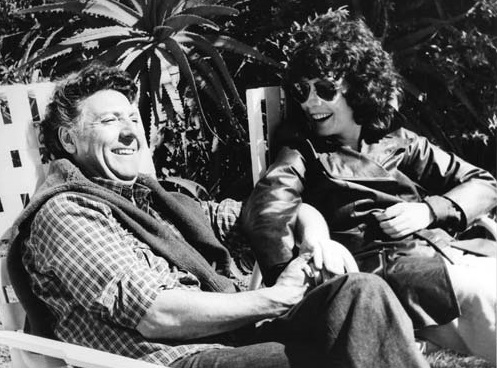
Juan Carlos Puppo junto a Ana María Cores en la película Crucero de placer (1980).

- 1995: Facundo, la sombra del tigre.
- 1995: El día que Maradona conoció a Gardel.
- 2001: Western Coffee.
- 2007: El tesoro del portugués.
- 2007: Terapias alternativas.
- 2009: Nadie Inquietó Más - Narciso Ibáñez Menta.[7]

## Televisión
- 1970: Gran Teatro Universal.
- 1980/1981: Los especiales de ATC.
- 1980: El viejo Hucha.
- 1980: Hombres en pugna
- 1980: Galería
- 1980: El solitario
- 1980: Rosa... de lejos.
- 1981: Dios se lo pague.
- 1981: Teatro de humor.
- 1982: Los siete pecados capitales.
- 1982: Las 24 horas.
- 1982: La historieta.
- 1982: Nosotros y los miedos.
- 1983: Noche terrible.
- 1984: Señorita maestra.
- 1985: El pulpo negro.
- 1990: Su comedia favorita.
- 1990: Teatro para pícaros.
- 1990: Amigos son los amigos.
- 1992: Luces y sombras.
- 1992: Alta comedia.
- 1996: 90 60 90 modelos.
- 1997: Mía solo mía.
- 2002: Franco Buenaventura, el profe.
- 2003: Son amores.
- 2003: Resistiré.
- 2004: Culpable de este amor.
- 2004: Floricienta.
- 2004/2005: Historias de sexo de gente común.
- 2011: Gigantes.

## Teatro
Como actor:
- Romeo y Julieta (1953).
- Elizabeth de Inglaterra (1953).
- Irma la dulce (1955).
- Scapino (1956).
- Los rústicos (1957).
- Los indios estaban cabreros (1958).
- Ja-Je-Ji-Jo-Ju  (1965).
- Antígona (1967).
- Tulipán y Botón de oro (1967).
- Simbito y el Dragón (1968).
- Corazón de tango (1968).
- Si chistan, no mires (1971)
- Hablemos a calzón quitado (1971/1973).
- El amor y punto (1972).
- La venganza de Don Mendo (1975), dirigida por Norma Aleandro en el Teatro Lassalle.
- Matrimonio al desnudo (1975).
- El Gran Show Internacional de Cabaret Bijou (1975).
- Hamlet (1977).
- Hoy, todavía (1978), junto a Susana Rinaldi.[8]
- Un sombrero de paja de Italia (1979).
- Edipo Rey (1979), estrenado en el Teatro Nacional Cervantes.
- Hamlet, farsa del corazón (1980/1981).
- La oca (Roque) (1981).
- Violado y abandonado (1981).
- Los cuernos de Don Friolera (1982).
- Don Gil de las calzas verdes (1983/1985).
- Heroica de Buenos Aires (1984).
- Camille (1986).
- La misión (1989).
- Bodas de sangre (1990).
- La inundible Molly Brown  (1991).
- Una visita inoportuna (1992/1993).
- Cuento puro o puro cuento (1993).
- Mil años, un día (1994).
- La pulga en la oreja (1995), con dirección de China Zorrilla y la participación de Soledad Silveyra.
- Borkman (1996).
- Trilogía del veraneo (1997).
- Sumario de la muerte de Kleist (1998).
- Fuego en el rastrojo (1999).
- La valija del rompecabezas (2000).
- La Nona (2001).
- Sólo para héroes (2002).
- El caballero de la armada oxidada (2004).
- Aplausos (2004).
- Juicio a lo natural (2005).
- La profesión de la señora Warren (2005/2006).
- Radioteatros y tangos (2006).
- Papá insoportable (2007).
- Cabaret (2007/2008).
- Olivo (2007/2009).
- Eva, el musical (2008/2009).
- Tres hermanas (2008).
- La Bella y la Bestia (2009).
- La gaviota (2009).
- La cocina (2009).
- Héroes (2009).
- Buenos Aires con mojito cubano (2009).
- El Dibuk, entre dos mundos (2010).
- Anastasia (2010).
- Flamenco! (2010/2011).
- Más respeto que soy tu madre (2011/2012), junto a Antonio Gasalla.
- Galería (2012).
- ¡Viva la copla! (2013).
- Héroes (2014), con Rubén Hernández Miranda.
- Electra - Dueña de las moscas (2015).
- Cuento puro o puro cuento (2015-reestreno).
- Los caminos de Alfredo Alcón (2016).

Como director:
- Caja de resonancia (2001).
- Clamor de ángeles (2002).
- El Paquebot Tenacidad (2007).
- El Cajero (2007).
- Completísima (2008).
- Deliciosa (2008).
- Espantosa (2008).
- Que son tres, que son cuatro (2009/2010).
- Se nos casó Margarita (2012).
- Las desventuras de Blancanieves (2012).